# Electrónica de audio

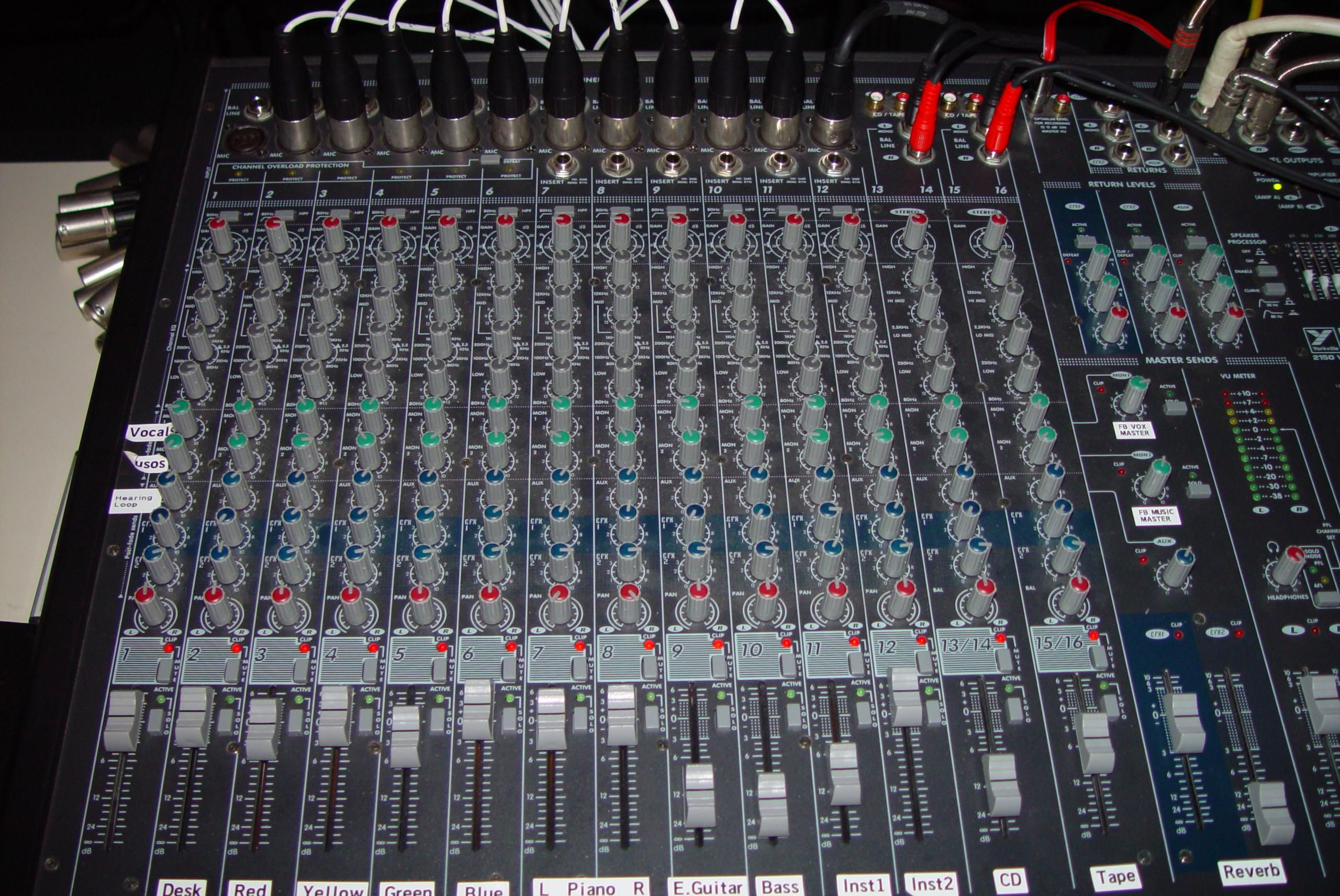
Mezcladora de 12 canales

La electrónica de audio o audioelectrónica es la implementación de diseños de circuitos electrónicos  para realizar las conversiones de señales de ondas de sonido/presión a señales eléctricas o viceversa. 
Los circuitos electrónicos considerados una parte de la electrónica de audio también se pueden diseñar para lograr ciertos operaciones de procesamientos de señal, con el fin de hacer alteraciones particulares de la señal mientras se encuentra en la forma eléctrica.